# Село Мађер, борци пали у ратовима од 1912. до 1918. године
Списак бораца из села Мађер, Општина Пожега, погинулих и умрлих у Балканским и Првом светском рату преузет је из књиге „Пожега и околина”, објављене 1978. године.
Подаци за подручје Пожеге прикупљани су у периоду 1976–1977. године преко матичних књига умрлих, спомен-плоча, крајпуташа, као и разговора са преживелим борцима и појединим грађанима који су по сећању могли да дају податке, уз напомену да спискови могуће да нису потпуни, због временске дистанце и недостатка поузданих извора.

## Списак
1. Божовић Периша
2. Божовић Драгиша
3. Божовић Млађен
4. Ђоковић Милан
5. Ђоковић Ђорђе
6. Ђоковић Ранко
7. Ђоковић Ненад
8. Ђоковић Лазар
9. Ђоковић Стојан
10. Јевтовић Милија
11. Јевтовић Адам
12. Мијајиловић Велисав
13. Мијајиловић Крста
14. Миловановић Млађен
15. Миловановић Миленко
16. Миловановић Раденко
17. Миловановић Остоја
18. Петровић Обрен
19. Петровић Анђелко
20. Петровић Милован
21. Петровић Петроније
22. Петровић Новак
23. Петровић Драгомир
24. Танасковић Стаменко
25. Танасковић Илија
26. Танасковић Миљко
27. Танасковић Благоје
28. Танасковић Божо
29. Ћурчић Радосав
30. Ћурчић Михајило
31. Ћурчић Јовиша
32. Ћурчић Љубомир
33. Ћурчић Мато[1]